# Michel Georges-Michel
Pour les articles homonymes, voir Georges Michel, Michel et Georges Dreyfus.
Ne doit pas être confondu avec Georges Michel (peintre).
Michel Georges-Michel, pseudonyme de Michel Georges Dreyfus, est un peintre, journaliste, romancier, traducteur français, né le 3 novembre 1883 dans le 14e arrondissement de Paris, où il est mort le 31 mars 1985 (7e arrondissement).

## Biographie

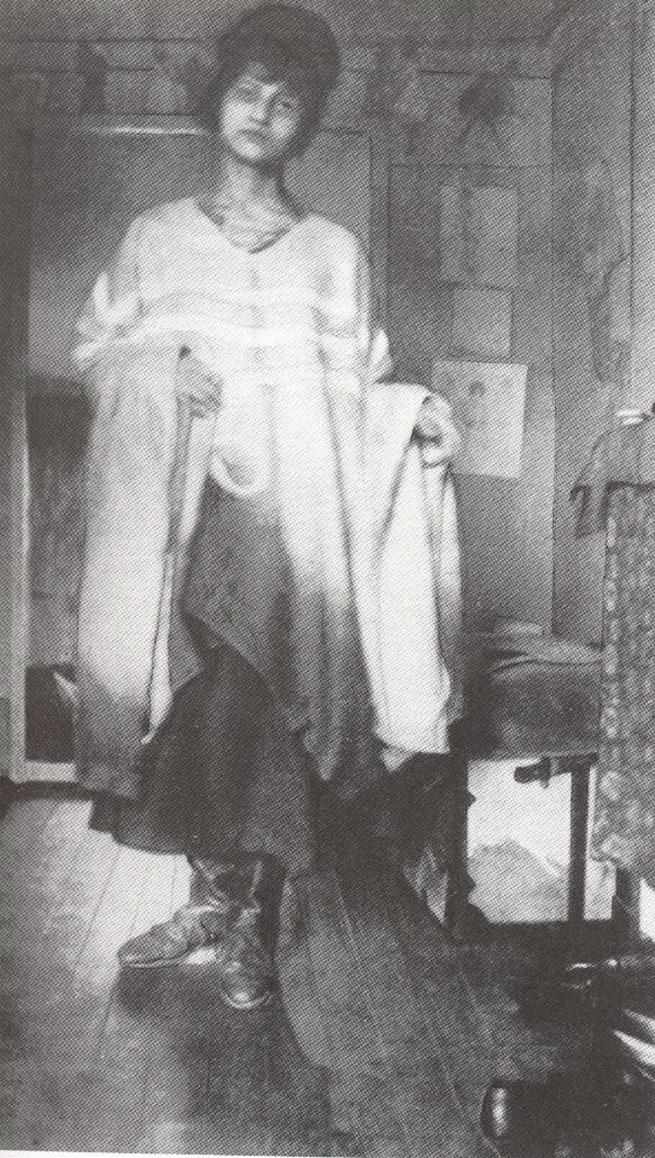
Jeanne Hébuterne, « Haricot-Rouge » dans Les Montparnos.

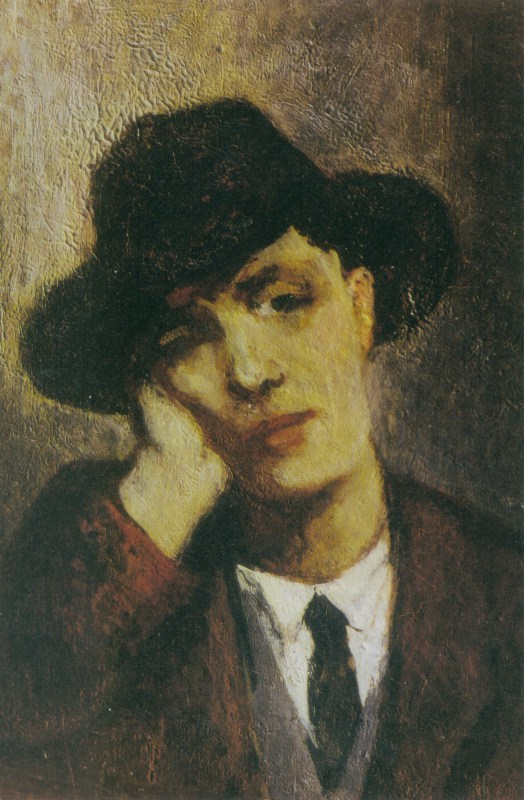
Modigliani, « Modrulleau » dans Les Montparnos, peint par Jeanne Hébuterne.

Élève d'Othon Friesz et de Dufy, Michel Georges-Michel fréquente les Beaux-Arts et l'École du Louvre. Conseiller artistique, il collabore aux Ballets russes de Serge de Diaghilev de 1913 à 1929.
En 1917, il organise la première exposition de Picasso à Rome et participe aux expositions de Matisse et de Soutine à la Biennale de Venise. Il est le fondateur du prix de Rome pour les poètes ainsi que l'initiateur des premiers festivals de cinéma. Il fut le président de l'Association des écrivains et critiques de la danse, ainsi que l'un des vice-présidents du Syndicat de la presse artistique française.
Michel Georges-Michel a écrit plus de cent volumes, chroniques, critiques, souvenirs et romans. Certains de ses ouvrages ont été adaptés au cinéma et à la télévision. Plusieurs de ses tableaux se trouvent dans des musées, notamment au musée d'art moderne de la ville de Paris et au musée de San Francisco.
L'un de ses livres les plus célèbres, Les Montparnos, comme il les baptise le premier, est écrit en 1923, publié en 1929 et réédité à maintes reprises. Il met principalement en scène, à Montparnasse, sous les noms de Modrulleau et Haricot-Rouge, Modigliani et Jeanne Hébuterne, au milieu des peintres de ce que l'on nommera l'École de Paris.
Fort de l'enseignement de ses maîtres (Friez et Dufy), il peignit quelques portraits des peintres qu'il fréquenta, dont notamment un portrait à l'huile sur papier de Picasso de profil à Vallauris en 1954. Son œuvre picturale est présente dans de nombreux musées (Paris, San Francisco…), rattachée à l'École de Paris.
Georges-Michel fut le directeur de la revue Le Cri de Paris de 1935 à juin 1940. Il avait épousé Andrée Henriette Sachs (1887-1961).

## Publications (sélection)
- La Rose de Perse, Édition française illustrée, 1920
- L'Époque tango, Tome I, Pall-malls, Deauville, Paris, Riviéra, L'édition, 1920
- La Vie à Deauville, couverture de Van Dongen, Flammarion, 1922
- Dans la fête à Venise, couverture de Van Dongen, Fayard, 1922
- La Bohême canaille, Renaissance du livre, 1922
- Les Montparnos, roman, couverture de Picasso, Fayard, 1924 ; rééditions : Fayard, collection "Le Livre de demain", avec 34 bois originaux de Louis Touchagues, 1933, Le Livre de Poche, 1976
- La Vie mondaine sur la Riviera et en Italie, Nice, Cannes, Monte Carlo, Rome, Florence, Venise, couverture de Van Dongen, Flammarion, 1925
- En jardinant avec Bergson, chroniques 1899-1926, Albin Michel, 1926
- Deauville, 1928; Le livre d'histoire-Lorisse, 2002
- Les Journées de Biarritz, éditions Baudinière, 1931
- Folles de luxe et dames de qualité, couverture de Van Dongen, éditions Baudinière, 1931
- Nuits d'actrices, Les éditions de France, 1933
- Peau douce, roman, éditions Baudinière, 1933
- La Bohème de minuit, Fayard, 1933
- Ardente, roman, Tallandier, 1934
- Cœur-chaud ou le chercheur d'amour, éditions Baudinière, 1934
- Mon image devant toi, couverture de Van Dongen, éditions Baudinière, 1935
- Autres Montparnos, Albin Michel, 1935
- Star, roman, éditions Baudinière, 1939
- Nulle part dans le monde, tome 1 : Le Dernier Bateau, tome 2 : Il est grand d'être à Miami, La Maison française, 1941
- Peintres et sculpteurs que j'ai connus, 1900-1942, Brentano's, 1942
- Chefs-d'œuvre de peintres contemporains, Maison française, 1945
- Le Baiser à Consuelo, suivi de Récits d'Espagne, Bordas, 1947
- De Renoir à Picasso, Les peintres que j'ai connus, Fayard, 1954

## Préfaces
- Berthe de Nyse, Le livre d'heures des amants, préface de Michel Georges-Michel, frontispice de Pino della Selva, Éditions Grassin, 1959.

## Adaptation au cinéma
- Les Amants de Montparnasse, 1958, film de Jacques Becker, avec notamment Gérard Philipe dans le rôle de Modigliani, Anouk Aimée dans celui de Jeanne Hébuterne, Lino Ventura..., d'après Les Montparnos

### Source
- Michel Georges-Michel, Les Montparnos, Le Livre de Poche, Paris, 1976 (présentation)

#### Documentation
Une partie de ses archives est déposée à l'Institut national d'histoire de l'art.